# Baier & Schneider
Die Baier & Schneider GmbH & Co. KG mit Sitz in Heilbronn ist ein Schreibwaren-Hersteller in Heilbronn. Das Unternehmen ist durch seine Handelsmarke Brunnen bekannt, unter der es über 7000 Produkte vertreibt. Es ist Teil der Schneider Gruppe, zu der auch weitere rechtlich eigenständige Unternehmen in mehreren europäischen Staaten zählen.
Die Firmengruppe beschäftigt an ihren 8 Standorten etwa 800 Mitarbeiter und hat einen Jahresumsatz von ca. 130 Mio. Euro. Die 20.000 Artikel umfassende Produktpalette aller Marken wird in rund 50 Länder vertrieben.

## Die Geschichte des Unternehmens

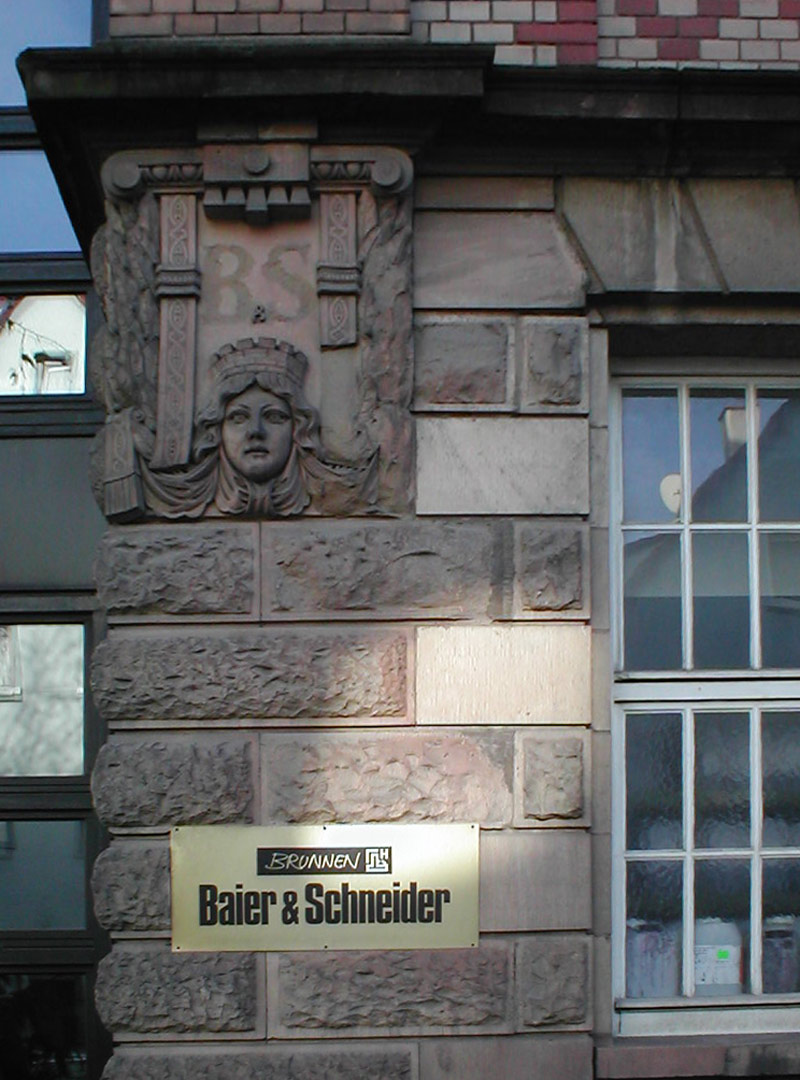
Altes Jugendstilelement am Werksgebäude in der Wollhausstraße

Baier & Schneider wurde 1877 von Julius Baier und Andreas Schneider gegründet, die von Gustav Ziegler dessen Papier-, Schreib- und Kurzwarengroßhandlung übernahmen.  In Heilbronn war durch die Industrialisierung der Neckarmühlen eine prosperierende Heilbronner Papierindustrie entstanden. Mitgründer Baier verstarb bereits 1879. An seine Stelle trat Richard Mayer als neuer Gesellschafter, allerdings behielt man den bereits gut eingeführten Firmennamen bei. Aufgrund wachsender Nachfrage nahm das Unternehmen bald die eigene Herstellung von linierten Papieren auf. 1888 erwarb Baier & Schneider eine ehemalige Zeitungsdruckerei und richtete dort zwei Schnellpressen ein. Mit der eigenen Druckerei konnte das Sortiment bedeutend vergrößert werden, u. a. um die Herstellung von Geschäftsbüchern. 1894 und 1903 entstanden zwei großräumige Fabrikgebäude am damaligen Stadtrand Heilbronns, in der Wollhausstraße.

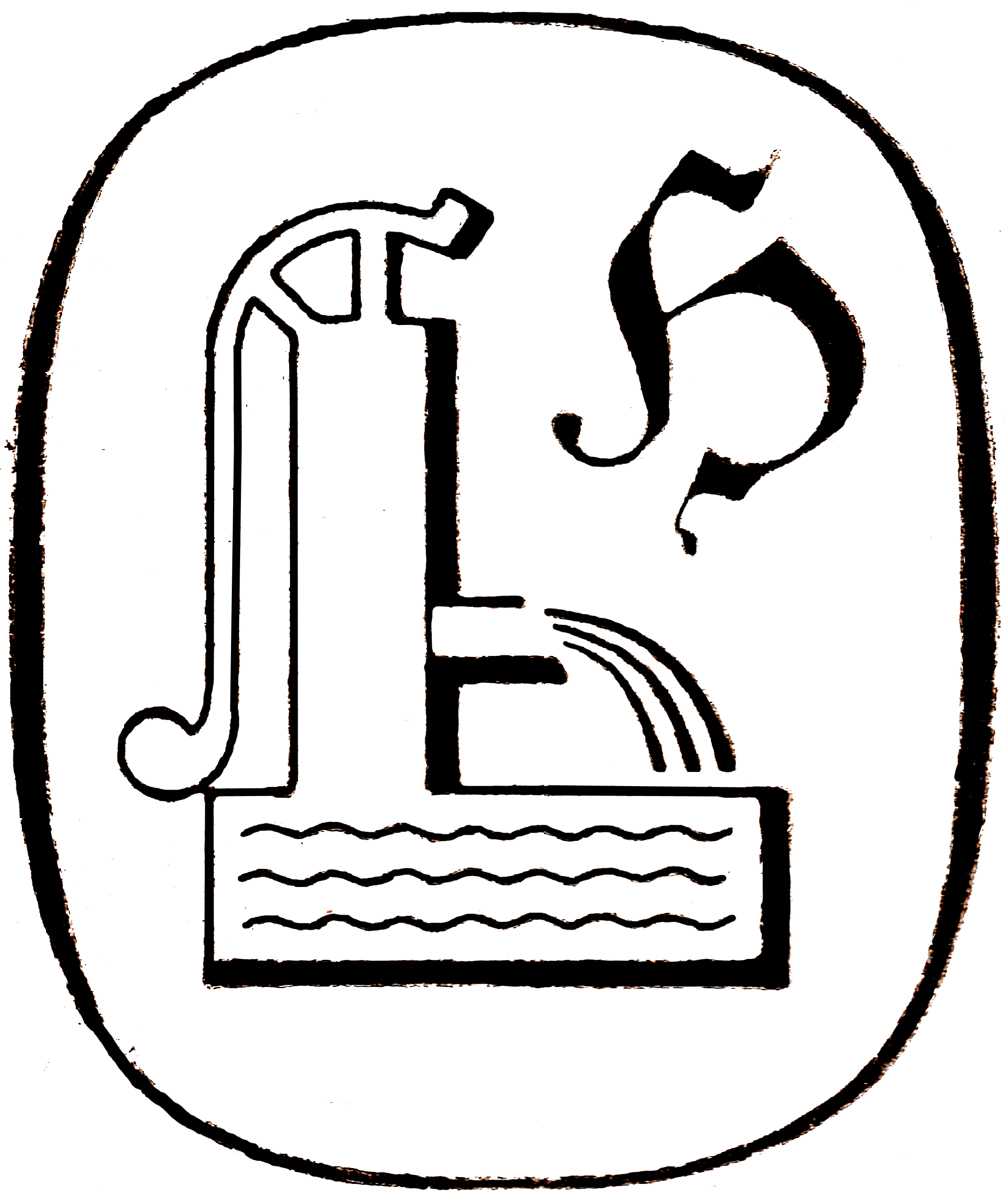
Altes „Brunnen“-Logo, das sich in stilisierter Form auch im modernen Logo wiederfindet

Im Jahr 1903 ließ das Unternehmen die Bezeichnung Brunnen als Handelsmarke eintragen. Der Name Brunnen soll vom einstigen Brunnen am Heilbronner Kirchhöfle, dem ersten Unternehmensstandort, abgeleitet sein. Das Markenzeichen ist ein stilisierter Brunnen mit einem „H“ für Heilbronn. Das Logo wurde seit 1903 mehrfach dem Zeitgeschmack angepasst.
Richard Schneider, der von 1921 bis 1948 als promovierter Maschinenbauer in der Geschäftsleitung wirkte, brachte die Idee der ersten hauseigenen Zeitschrift „BRUNNEN“ ein, die noch heute jährlich aufgelegt wird.
Andreas Schneider und Richard Mayer standen dem ab 1921 von Schneiders ältestem Sohn Richard Schneider geleiteten Unternehmen noch bis 1929 bzw. 1932 beratend zur Seite. Die Firma wurde immer wieder erweitert und mit neuesten Maschinen ausgestattet. Der Mitarbeiterstamm auf 500 Arbeiter vergrößert.

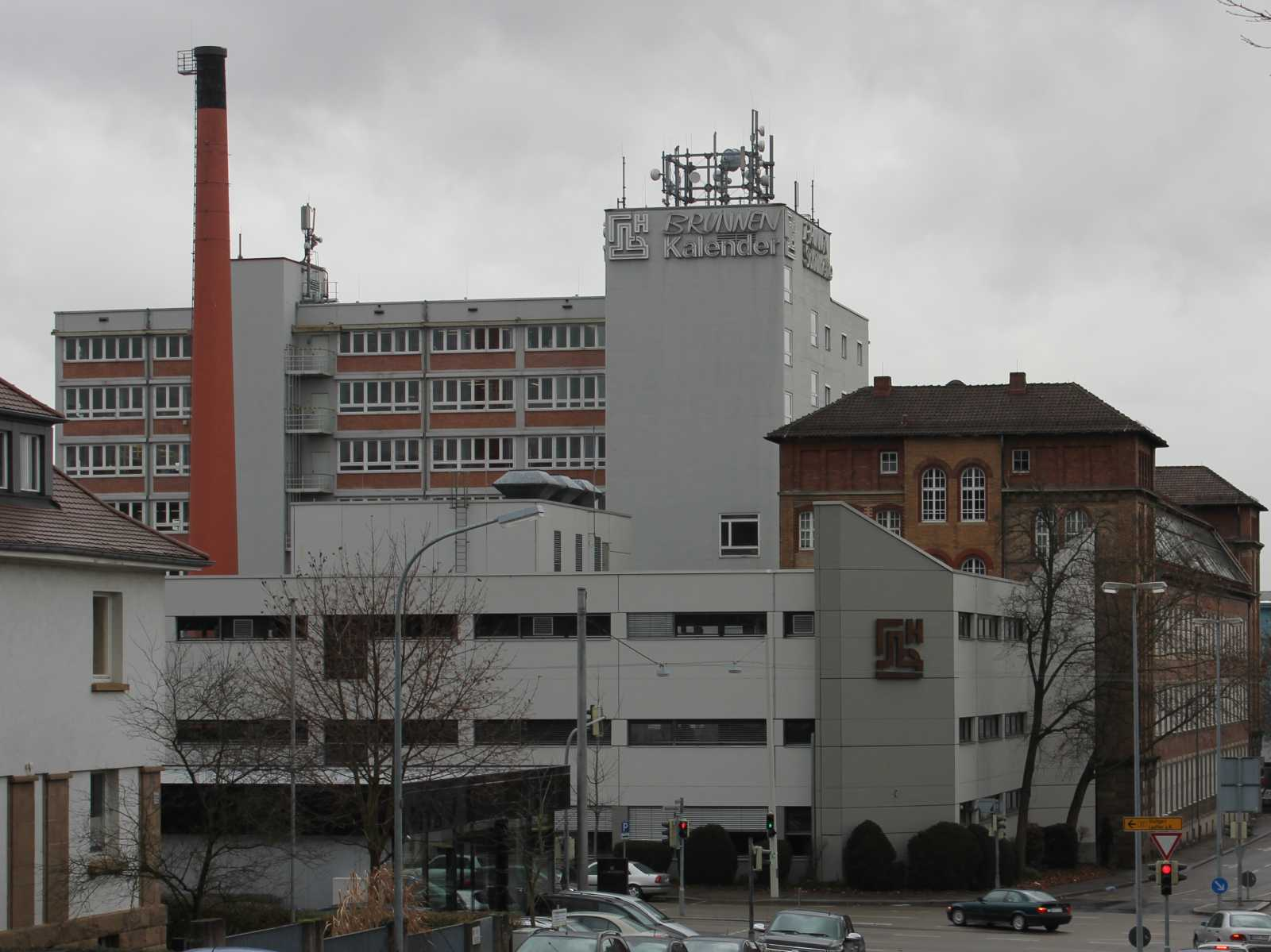
Betriebsgelände von Baier & Schneider in Heilbronn

Beim Luftangriff auf Heilbronn wurden die gesamten Produktionsanlagen zerstört, so dass nach 1945 ein vollständiger Neubeginn mit 20 Arbeitern unter der Leitung von Andreas Schneider, dem Enkel des Firmengründers, erfolgte. Bis 1970 war der Betrieb unter seiner Ägide wieder auf eine der Vorkriegszeit vergleichbare Betriebsgröße gewachsen: auf einer Arbeits- und Lagerfläche von 19.000 m² wurden rund 600 Mitarbeiter beschäftigt. Der Betrieb bestand aus einer Setzerei mit Galvanoplastik, einer Liniererei, einer Buch- und Offsetdruckerei, einer Plastikverarbeitung, mehreren Buchbindereisälen und ausgedehnten Lagern für Rohmaterial und Fertigerzeugnisse. Auslieferungslager bestanden in Berlin, Hamburg, Dortmund und Köln.
Richard Schneider, der jüngste Bruder von Andreas Schneider war als „Markenbotschafter“ von 1970 bis 2000 in der Geschäftsleitung tätig und für den nationalen Ausbau des Vertriebs verantwortlich. Bestens vernetzt war er über lange Jahre das Gesicht des Familienunternehmens und ein treuer Wegbegleiter der PBS-Branche. Gemeinsam mit seinem Bruder Andreas Schneider und seinem Neffen Ulrich Schneider hat er bereits erste Firmen übernommen, erfolgreich integriert und ein solides Fundament für zukünftiges Wachstum geschaffen. Bis 2021 war er noch Ehrenmitglied des Beirats.
1973 übernahm Baier & Schneider die Produktion und den Vertrieb des insolventen Papierunternehmens MK-Papier, das 1865 von dem Unternehmer Max Krause gegründet worden war.
Von 1977 bis 2007 trat Ulrich Schneider, Sohn von Andreas Schneider, in die Geschäftsleitung ein. Er war der „Fortschrittsmotor“, der als studierter Maschinenbauer den technischen Fortschritt mit neuen Anlagen und Großprojekten in Produktion, Logistik und der damals neu entstehenden Elektronischen Datenverarbeitung initiierte und organisierte. Über 40 Jahre war er der stete Motor des Wachstums von Baier & Schneider. Er amtiert heute noch als Vorsitzender des Beirats und stellt die Weichen für die zukünftige strategische Ausrichtung des Unternehmens.
Um 1988 erfolgten Planung und Bau eines Logistikzentrums im Heilbronner Industriegebiet Böllinger Höfe. Das Logistiklager mit dem großen sichtbaren „Brunnen-Logo“ ist aufgrund seiner exponierten Lage an der Bundesautobahn 6 eine Landmarke der Region. Zwischenzeitlich wurde das Logistikzentrum mehrmals erweitert und umfasst rund 22.500 Palettenplätze.
Ab 2000 ist das Unternehmen und die Firmengruppe durch weitere Firmenzukäufe gewachsen. EILERS-WERKE mit Standorten in Bielefeld und im thüringischen Teichröda, HEYDA (ehemals Standort in Hagen), STEWO in Wolhusen (CH), der AJASTO-Gruppe (Nordeuropa) und KNORR prandell (ehemals Standort Lichtenfels). Die Baier & Schneider GmbH & Co. KG mit Sitz in Heilbronn zählt heute zu den größten papierverarbeitenden Unternehmen Europas. Für ihre Kernmarken BRUNNEN, HEYDA und KNORR prandell produziert und vertreibt Baier & Schneider Schul- und Schreibartikel, Kalender, Notizbücher und Bastelbedarf.
Die Firmengruppe beschäftigt an ihren acht Standorten etwa 800 Mitarbeiter und hat einen Jahresumsatz von rund 123 Millionen Euro. Die 24.000 Artikel umfassende Produktpalette aller Marken wird in rund 50 Länder vertrieben.
2016 wurde der Werbeartikelbereich von Baier & Schneider in die Firma BRUNNEN & EILERS Promotion Service GmbH & Co. KG überführt. Mit Vertriebsbüros in Heilbronn und Bielefeld werden BRUNNEN-Kalender, Notizbücher und Schreibbedarf an den ausgewählten Werbeartikelhandel und an Industriekunden vertrieben.
Das Unternehmen wird in 4. und 5. Generation von Matthias Schneider und Jan Schneider geführt.

## Belege
1. ↑  Brunnen expandiert in Nordeuropa. In: stimme.de. Abgerufen am 25. August 2016.
2. ↑  Wer wir sind. Abgerufen am 7. Juli 2017.

Koordinaten: 49° 8′ 17,3″ N, 9° 13′ 42,7″ O